# Le Theil-de-Bretagne
Le Theil-de-Bretagne település Franciaországban, Ille-et-Vilaine megyében. Lakosainak száma 1720 fő (2022. január 1.). Le Theil-de-Bretagne Essé, Coësmes, Janzé, Marcillé-Robert, Retiers és Sainte-Colombe községekkel határos.

## Népesség
A település népességének változása:
| Lakosok száma | 1016 | 1133 | 1123 | 1445 | 1706 | 1776 | 1734 | 1725 | 1718 | 1720 |
|               | 1968 | 1982 | 1990 | 2006 | 2013 | 2015 | 2017 | 2019 | 2020 | 2022 |